# 송종창
송종창은 롯데 자이언트에서 뛰었던 전 야구 선수다.

## 출신 학교
- 부산고등학교

## 같이 보기
- 1976년 롯데 자이언트 시즌